# Эчеда
Эчеда (тиндин. Эчейи) — село в Цумадинском районе Дагестана. Административный центр Эчединского сельсовета.

## Географическое положение
Село находится на левом берегу Андийского Койсу, на расстоянии 16 км к юго-западу от села Агвали, административного центра района.

## История
В 1926—1928 годах село являлось административным центром Эчединского района.

## Население
| 1869 | 1888 | 1895 | 1926  | 1939  | 1970 | 1989 |
| ---- | ---- | ---- | ----- | ----- | ---- | ---- |
| 128  | ↗220 | ↗227 | ↘202  | ↗288  | ↗320 | ↗527 |
| 2002 | 2003 | 2004 | 2007  | 2010  | 2021 |      |
| ↗662 | ↗663 | ↗693 | ↗1058 | ↗1122 | ↘951 |      |

### Национальный состав
Население села — тиндинцы.

## Известные уроженцы
- Абакаров, Кади Абакарович (1913—1948) — советский военнослужащий, старшина, Герой Советского Союза.